# Direktschnitt
Beim Direktschnitt, engl. Direct to disc recording, werden die Tonsignale direkt vom Mikrofon von einer Schneidemaschine auf Lack- oder Kupferfolie geschnitten. Es entfällt das sonst übliche analoge oder digitale Masterband. Vereinfacht ausgedrückt ist die Schneidemaschine ein „umgekehrter Plattenspieler“, der keine Audiosignale abtastet, sondern die Rillen für die spätere Abtastung in die Folie schneidet. Die Folie dient gleichzeitig als Aufnahmemedium wie auch als Formvorlage für die spätere Vervielfältigung auf Tonträger (Vinyl-LP/Single).

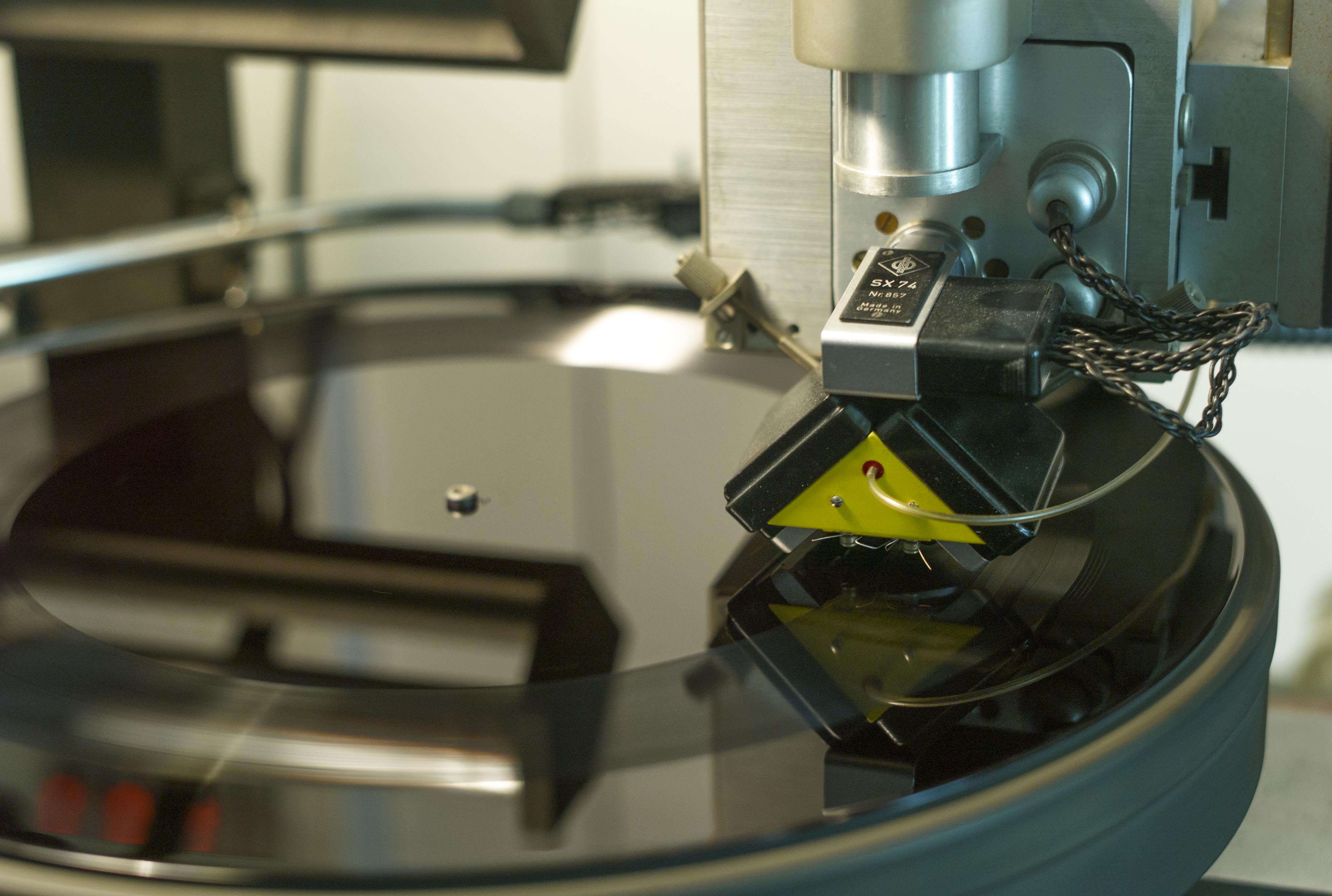
Lackfolien-Schneidanlage Neumann VMS 80

Vorteile sind der kurze Signalweg und die damit wegfallenden zusätzlichen Fehlerquellen.
Ein Nachteil des Verfahrens ist, dass nicht in die Tonaufnahme eingegriffen werden kann. Während der Aufnahme auftretende technische oder musikalische Fehler sowie mangelnde Aussteuerung können später nicht mehr korrigiert werden. Außerdem lässt dieses Verfahren nur eine zahlenmäßig begrenzte Pressung zu. Weniger als 20.000 Stück sind die Regel.
Auch muss der Tontechniker das Mastering-Pult vorab sorgfältig einstellen und die Schneideapparatur für den Mitschnitt justieren. Zu laute Töne würden zu einem zu großen Ausschlag des Schneidstichels führen. Daher muss die Schneidemaschine so justiert werden, dass genügend Platz für die maximalen Rillenausschläge vorhanden ist. Zuviel Platz-Reserve könnte dazu führen, dass der gesamte Mitschnitt nicht auf die Platte passt.
Eine der bekanntesten Schneidemaschinen ist die Neumann VMS 80.
Zu Beginn der 1980er Jahre entwickelte die deutsche Teldec in Zusammenarbeit mit Neumann das sogenannte DMM-Verfahren (Direct Metal Mastering). Hier wird das Signal nicht in eine Lackfolie, sondern in eine mit Kupfer beschichtete Edelstahlplatte geschnitten. Dadurch entfällt die Galvanisierung der Lackfolie sowie die Herstellung des Negativs für die Pressung. Von diesem DMM-Schnitt können direkt Pressmatrizen hergestellt werden.
Schon in der Frühzeit der Schallplattenproduktion gab es erste Maschinen, die Schellack-Schallplatten direkt schneiden konnten. Pionier auf diesem Gebiet war Emil Berliner mit seinem Grammophon von 1887. Bis in die 1940er Jahre hinein wurden Tonaufnahmen auf diese Weise direkt auf Lackfolie geschnitten.

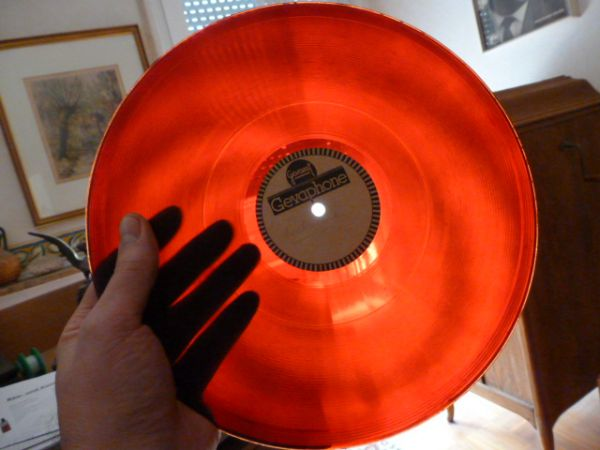
Gevaphone Glasschallplatte

Eine Besonderheit im Direktschnitt-Verfahren stellen die „Glasplatten“ des belgischen Fotounternehmens Gevaert von 1936/37 dar. Diese „Gevaphone“-Schallplatten bestanden aus einem Träger aus Glas, der mit einer Schicht Gelatine (später auch Zelluloid) überzogen war (diese Platten leuchteten daher rot, wenn man sie vor eine Lichtquelle hielt). In diese Schicht wurden Rillen geschnitten. Die Verbindung der Gelatine mit der Glasplatte wurde mit Hilfe von Natriumsilicat erreicht.

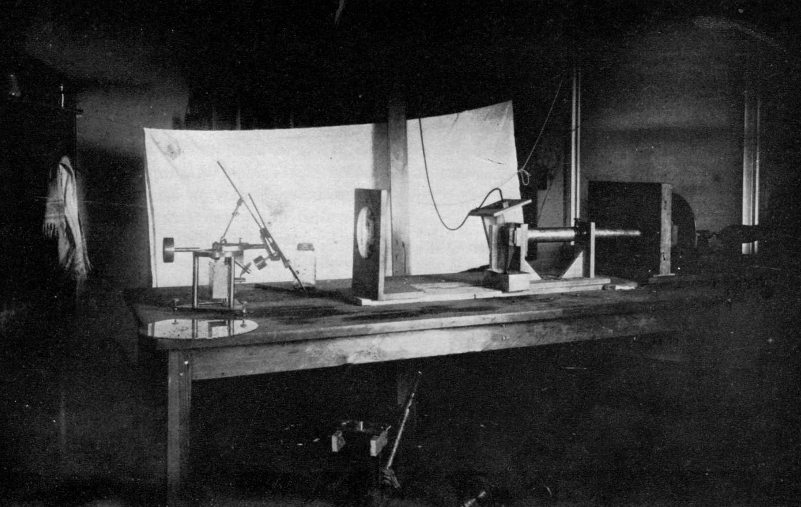
Aufbau einer Versuchsanordnung zur Aufzeichnung von Stimmschwingungen auf einer Glasplatte (Volta Laboratory, 1884)

Diese Aufnahmetechnik mit Glasplatten geht auf eine bereits 1884 gemachte Erfindung der Volta Laboratory Associates (Alexander Graham Bell, Charles Sumner Tainter und Chichester Bell) in den USA zurück. Diesen Aufbau betreffend zitiert Tainter in seiner unveröffentlichten Autobiografie seinen Kollegen Bell wie folgt:

„Ein durch die Stimme in Schwingung versetzter Strahl aus Kaliumbichromatlösung wurde gegen eine Glasplatte unmittelbar vor einem Spalt gerichtet, auf den das Licht mit Hilfe einer Linse konzentriert wurde. Die Düse war so angeordnet, dass das Licht auf seinem Weg zum Spalt den Strahl durchqueren musste, und da sich dessen Dicke ständig änderte, wurde auch die Beleuchtung des Spalts variiert. Mittels einer Linse … wurde ein Bild dieses Spaltes auf eine rotierende Gelatine-Bromidplatte geworfen, auf der man dementsprechend eine Aufzeichnung der Stimmschwingungen erhielt.“

Bekannte Beispiele für Direktschnitt-LPs sind:
- Thelma Houston – I've Got the Music in Me (1975, Sheffield Lab)
- Gino Dentie and The Family – Direct Disco (1976, 45 rpm, Crystal Clear Records)
- Peter Appleyard – Peter Appleyard Presents (1977, Salisbury Laboratories)
- Charlie Byrd – Direct Disc Recording (1977, 45 rpm, Crystal Clear Records)
- Direct Flight – Spectrum (1977, Direct-Disc Labs)
- Erich Leinsdorf, Los Angeles Philharmonic – Wagner (1977) und Prokofiev (1978), beide Sheffield Lab
- Buddy Rich – Class of ’78 (1977, Century Records)
- Ed Graham – Hot Stix (1978, 45 rpm, M & K RealTime Records)
- Stefan Grossman featuring John Renbourn – Acoustic Guitar (1978, Eastworld)
- The Phil Woods Quintet – Song for Sisyphus (1978, Century Records)
- Charly Antolini – Knock Out (1979), Countdown (1980), Crash (1981), Menue (1982) und Finale (1983), alle Jeton
- Neil Larsen – Orbit (2007, Straight Ahead Records)